# Kenan Kirim
Kenan Kirim (* 24. Jänner 1999 in St. Johann im Pongau) ist ein österreichischer Fußballspieler.

## Karriere
Kirim begann seine Karriere in seinem Heimatort beim TSV St. Johann. 2012 kam er in die Jugend des FC Red Bull Salzburg. Nachdem er zuvor in der Akademie gespielt hatte, stand er im November 2016 am 18. Spieltag der Saison 2016/17 gegen den FC Blau-Weiß Linz erstmals im Kader des Farmteams FC Liefering.
In jenem Monat debütierte er auch für die U-19-Mannschaft der „Bullen“ in der Youth League, als er im Zweitrundenrückspiel gegen den FK Qairat Almaty in der Startelf stand. Mit den Bullen konnte er in jener Saison sogar die Youth League gewinnen; Kirim verbuchte noch zwei weitere Einsätze gegen Atlético Madrid und Barcelona.
Im April 2017 gab Kirim schließlich sein Debüt für Liefering in der zweiten Liga, als er am 29. Spieltag gegen den SC Wiener Neustadt in der Startelf aufgeboten wurde und durchspielte.
Zur Saison 2017/18 rückt er fest in den Kader von Liefering auf. Im Jänner 2018 wechselte er zu den drittklassigen Amateuren des SK Rapid Wien.
Zur Saison 2019/20 wurde er an den Zweitligisten SKU Amstetten verliehen. Während der Leihe kam er zu sieben Zweitligaeinsätzen für die Niederösterreicher. Nach dem Ende der Leihe kehrte er jedoch nicht mehr zu Rapid zurück. Nach einem halben Jahr ohne Verein wechselte er im Jänner 2021 zum Regionalligisten TSV St. Johann, bei dem er einst seine Karriere begonnen hatte.

## Erfolge
- UEFA Youth League: 2017